# Jimmy Hartwig
Jimmy Hartwig (Offenbach am Main, 1954. október 5. –) nyugatnémet válogatott német labdarúgó, középpályás, edző.

## Pályafutása

### Klubcsapatban
1973–74-ben a Kickers Offenbach labdarúgója volt, de 1973-ban a VfL Osnabrück csapatában szerepelt kölcsönben. 1974 és 1978 között az 1860 München, 1978 és 1984 között a Hamburger SV, 1984–85-ben az 1. FC Köln, 1985–86-ban az osztrák Austria Salzburg játékosa volt. 1986 és 1988 között az FC 08 Homburg együttesében fejrzte be az aktív játékot. A hamburgi csapattal három nyugatnémet bajnoki címet szerzett. Tagja volt az 1982–83-as idényben BEK-győztes csapatnak. 1979–80-ban BEK-, 1981–82-ben UEFA-kupadöntős volt az együttessel.

### A válogatottban
1979-ben két alkalommal szerepelt a nyugatnémet válogatottban.

### Edzőként
1989-ben az FC Augsburg, 1990-ben a Sachsen Leipzig vezetőedzőjeként tevékenykedett.

## Sikerei, díjai
Hamburger SV
- Nyugatnémet bajnokság (Bundesliga)
  - bajnok (3): 1978–79, 1981–82, 1982–83
  - 2. (3): 1979–80, 1980–81, 1983–84
- Nyugatnémet kupa (DFB Pokal)
  - gólkirály: 1981 (holtversenyben Horst Hrubesch-sel és Thomas Remarkkal)
- Bajnokcsapatok Európa-kupája (BEK)
  - győztes: 1982–83
  - döntős: 1979–80
- UEFA-kupa
  - döntős: 1981–82

## Statisztika

### Mérkőzései a nyugatnémet válogatottban
| NSZK | NSZK            | NSZK                        | NSZK     | NSZK     | NSZK     | NSZK       | NSZK  | NSZK    |
| #    | Dátum           | Helyszín                    | Hazai    | Eredmény | Vendég   | Kiírás     | Gólok | Esemény |
| ---- | --------------- | --------------------------- | -------- | -------- | -------- | ---------- | ----- | ------- |
| 1.   | 1979. május 22. | Dublin, Lansdowne Road      | Írország | 1 – 3    | NSZK     | barátságos | -     | 70'     |
| 2.   | 1979. május 26. | Reykjavík, Laugardalsvöllur | Izland   | 1 – 3    | NSZK     | barátságos | -     | 46'     |
|      | Összesen        |                             |          | 2        | mérkőzés |            | 0     | gól     |